# Dom Garcie de Navarre ou le Prince jaloux
Dom Garcie de Navarre ou le Prince jaloux est une comédie héroïque en cinq actes et en vers de Molière, créée sur la scène du Palais-Royal, le 4 février 1661, par la troupe de Monsieur, frère unique du Roi. Elle est adaptée de Le gelosie fortunate del principe Rodrigo de Giacinto Andrea Cicognini.

## Résumé
Piégé dans le château de la belle Elvire qu’il a sauvée des griffes du tyran Mauregat et qu’il doit garder en sécurité, Dom Garcie ne peut prouver son héroïsme au combat. C’est justement pendant cette absence sur le terrain que son rival amoureux, Dom Sylve de Castille, galvanise les troupes contre le tyran et séduit la belle qui ne sait plus lequel de ses deux prétendants choisir.
Dom Garcie s’enferme dans sa jalousie de plus en plus maladive où la moindre parole de sa protégée devient promesse de mariage en faveur de son concurrent.

## Réception
Le spectacle, donné sept fois, est un échec cuisant. Probablement sifflé, Molière est contraint de céder son rôle à un de ses camarades avant la fin des représentations. Jürgen Grimm explique ainsi cet échec : 
« Le public est dérouté. Après Les Précieuses ridicules et Sganarelle, il avait vu en Molière un ennemi déclaré du romanesque et des quintessences précieuses ; or, voici que lui-même succombe maintenant aux péchés dont il s'est si bien gaussé. Enfin, rappelons-nous que la nature a fait Molière assez inapte aux rôles héroïques ou tragiques. On peut imaginer que le public, qui l'avait admiré en Mascarille ou en Sganarelle, a eu du mal à l'accepter en prince fantasque, tantôt jaloux et furieux, tantôt meurtri et larmoyant. »
Mais Molière ne s’avoue pas vaincu et continue de défendre son œuvre, en particulier auprès de la famille royale. Au cours des années suivantes : une première fois, le 29 septembre 1662, dans la petite salle du Palais-Royal, « pour le roi », précise La Grange ; une deuxième fois dans les derniers jours de septembre 1663, au château de Chantilly, où la troupe a été mandée par le prince de Condé ; deux fois encore, en octobre, à Versailles, au début et à la fin du séjour au cours duquel est créé L'Impromptu de Versailles ; deux fois enfin, en novembre, au Palais-Royal. Après quoi, elle disparaîtra du répertoire de la troupe, et bien que Molière ait, dès avant sa création, demandé et obtenu un privilège royal pour la faire imprimer, elle ne sera publiée qu'après sa mort, dans le premier volume de ses Œuvres posthumes.

## Commentaires
La pièce, comédie héroïque, fut un échec financier pour Molière qui s’empressa de se venger de ceux qui ne voulaient pas le voir en tragédien. En effet, en reprenant plus de cent-cinquante vers de Dom Garcie de Navarre ou le Prince jaloux pour écrire Le Misanthrope (dont elle est fort proche à beaucoup d'égards), Amphitryon, Tartuffe ou l'Imposteur et Les Fâcheux, Molière montra à ses détracteurs combien il était capable de rebondir et de contourner les obstacles d’une mise à l’écart de l’écriture noble et tragique.

## Distribution
| Acteurs ayant créé les rôles                                                           |                  |
| Personnage                                                                             | Acteur           |
| Dom Garcie, prince de Navarre, amant d’Elvire                                          | Molière          |
| Elvire, princesse de Léon                                                              | Mlle Du Parc     |
| Élise, confidente d’Elvire                                                             | Madeleine Béjart |
| Dom Alphonse, prince de Léon, cru prince de Castille, sous le nom de Dom Sylve         | La Grange        |
| Ignès, comtesse, amante de Dom Sylve, aimée par Mauregat, usurpateur de l’État de Léon |                  |
| Dom Alvar, confident de Dom Garcie, amant d’Élise                                      |                  |
| Dom Lope, autre confident de Dom Garcie, amant rebuté d’Élise                          |                  |
| Dom Pèdre, écuyer d’Ignès                                                              |                  |

## Adaptation au théâtre
- 2009 : Dom Garcie de Navarre ou le Prince jaloux a été joué lors de "L'intégrale Molière" au théâtre du Nord-Ouest à Paris en 2009 dans une mise en scène d'Olivier Bruaux avec Émile Azzi dans le rôle titre.